# Аргалант (сомон)
Аргалант (монг.: Аргалант) — сомон аймаку Туве, Монголія. Територія 1,6 тис. км², населення 2,5 тис. Центр — селище Аргалант розташоване на відстані 120 км від м. Зуунмод та 80 км від Улан-Батора. Є солені озера. Найвища точка гора Нагар висотою 1842 м. Клімат різкоконтинентальний.

## Корисні копалини
Багатий на природні ресурси: золото, срібло, мідь, залізну руду та ін.

## Соціальна сфера
Є школа, лікарня, культурний і торговельно-обслуговуючий центри.